# صالحیه، حماة
صالحیه (به عربی: الصالحیة) یک روستا در سوریه است که در ناحیه قلعه المضیق واقع شده‌است. صالحیه ۵۵۶ نفر جمعیت دارد.